# Oswine (Kent)

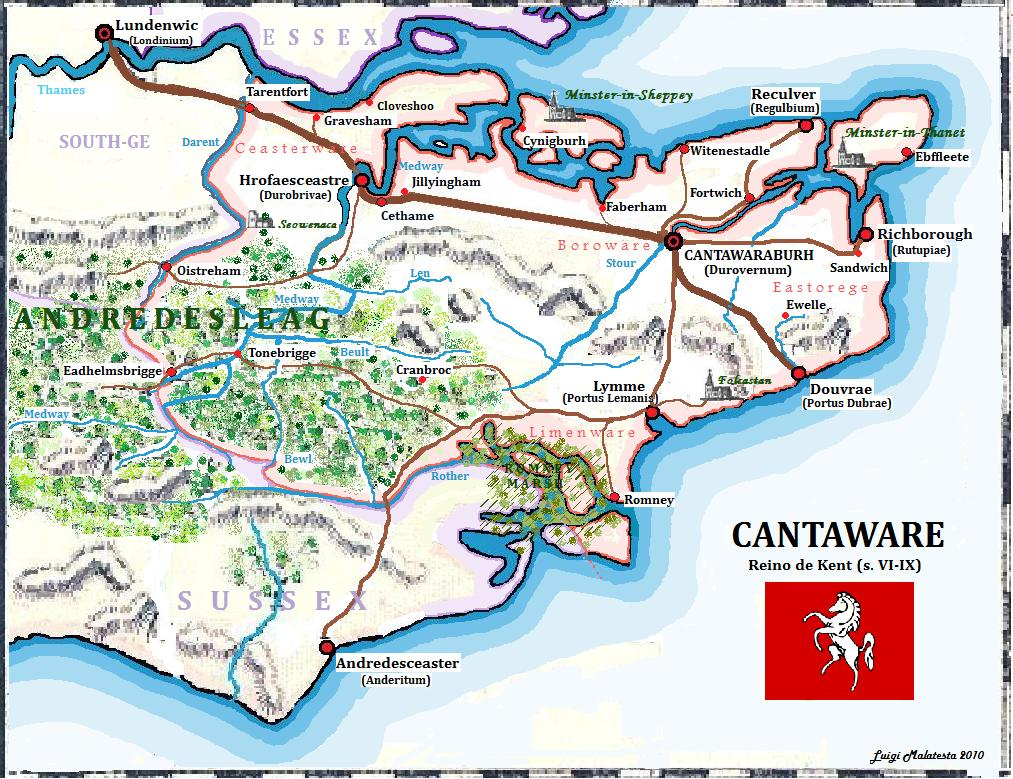
Kent in angelsächsischer Zeit

Oswine (auch: Oswin, Oswinus, Oswynus, Osuuinus) war 688 bis 690/691 König im östlichen Teil des angelsächsischen Königreiches Kent. Er stammte aus der Dynastie der Oiscingas.
Seine Eltern sind unbekannt, doch war er vermutlich ein Nachfahre Eormenreds.

## Herrschaft
Im Jahr 686 war der Osten Kents unter die Herrschaft von Wessex gekommen und Caedwalla setzte seinen Bruder Mul als Unterkönig ein. Der mit Wessex verbündete König Sighere von Essex herrschte im Westen Kents. Bereits im Jahr 687 brach eine Rebellion aus, in deren Verlauf Mul und zwölf seiner Anhänger verbrannt wurden. Caedwalla führte sogleich einen Rachefeldzug gegen Kent. Der Westen Kents verblieb allerdings bei Essex und wurde von Swæfheard (687/688–692/694) verwaltet.
Caedwalla dankte im Jahr 688 ab und König Æthelred von Mercia nutzte diese Gelegenheit, um seinen Einfluss im Südosten Englands geltend zu machen. Vermutlich wurde Oswine, der von seinen Zeitgenossen offenbar nicht als rechtmäßiger König angesehen wurde, von Æthelred im Jahre 688 als König eingesetzt. Beda Venerabilis zählte ihn zu der Reihe der reges dubii vel externi („zweifelhafte und ausländische Könige“), die zwischen 686 und 690/691 in Kent herrschten. Oswine vertrat deutlich mercische Interessen und regierte ganz offenbar unter dem Schutz Mercias. Obwohl Oswine im Jahr 689 eine Charta angeblich „mit eigener Hand“ (propria manu subscripsi) unterschrieb, scheint er Analphabet gewesen zu sein. Eine andere Charta unterzeichnete er mit einem einfachen Kreuz, dem „Zeichen des heiligen Kreuzes“ (signum sancte crucis feci). Oswine und Swæfheard, der König im westlichen Teil Kents, führten ein friedliches und gleichberechtigtes Miteinander. Darauf weisen Dokumente hin, welche die Unterschriften beider Könige, wechselseitig als Aussteller und Zeuge, tragen. Bereits 690 oder 691 wurde Oswine von Wihtred, dem Bruder des letzten „rechtmäßigen“ Königs Eadric, gestürzt. Wihtred war nach einer Reihe sehr kurzlebiger Regierungen wieder eine längere Amtszeit beschert.